# 日原鍾乳洞

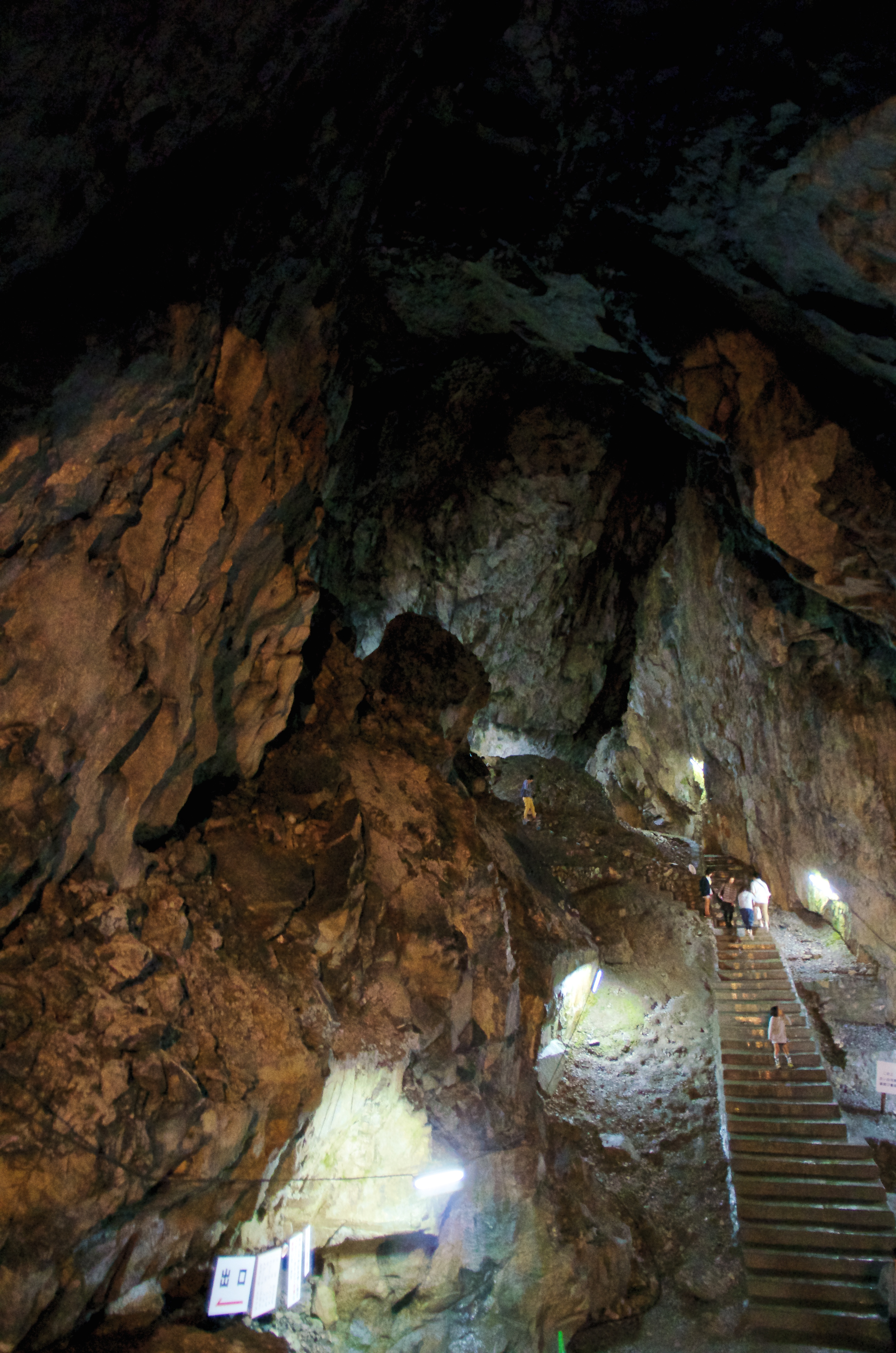
日原鍾乳洞

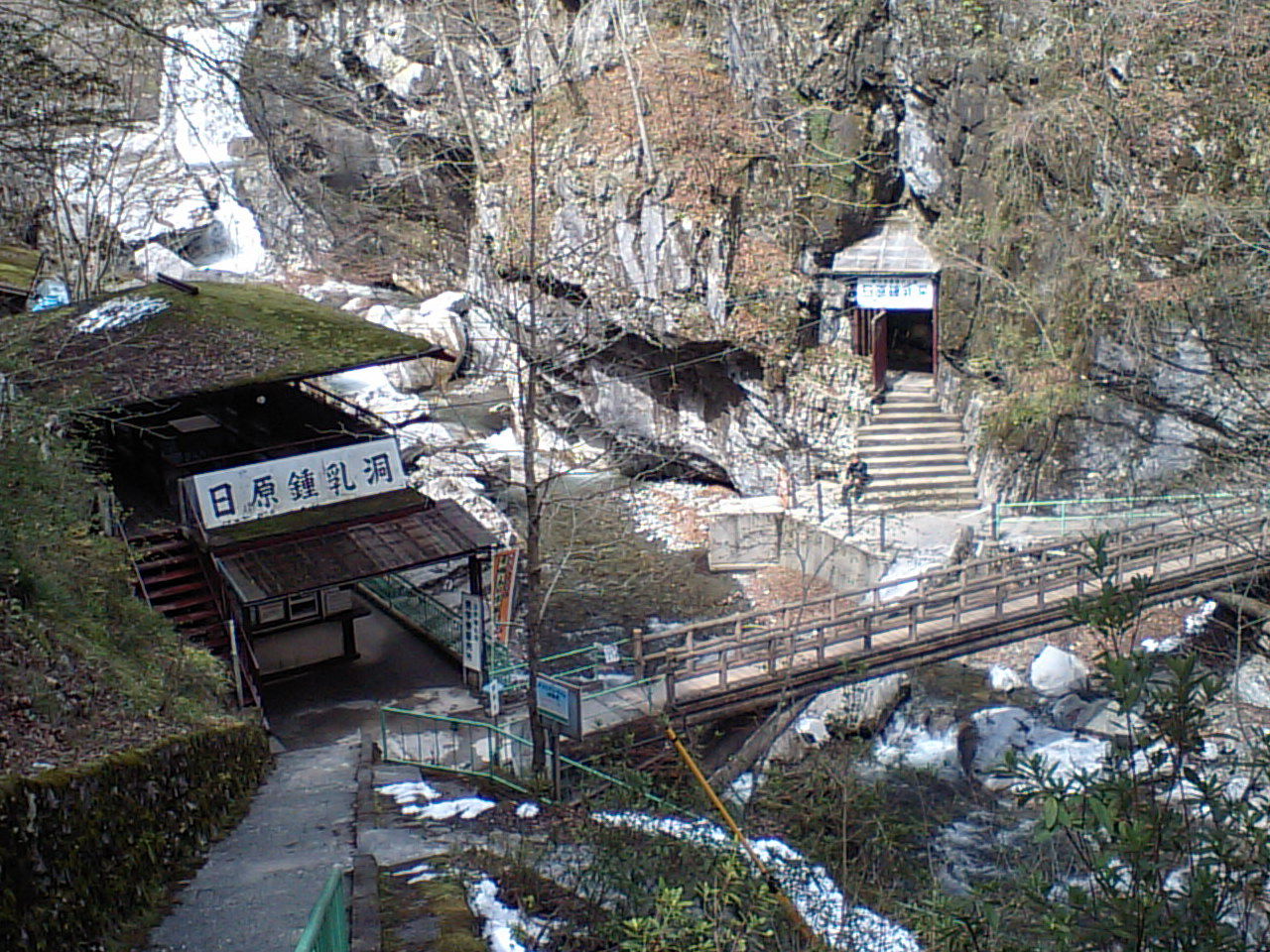
入口

日原鍾乳洞（にっぱらしょうにゅうどう）は、東京都西多摩郡奥多摩町日原1052にある鍾乳洞。総延長1270メートル、高低差134メートル。東京都指定天然記念物で、規模は埼玉県秩父市の瀧谷洞と並び関東地方で最大級。

## 概要
日原川の支流・「小川谷」沿いの、石灰岩が削られてできた急峻な渓谷の地にある。
かつては山岳信仰で栄え、現在は観光地となっている。年間を通して公開されているが、12月30日から1月3日は年末年始休業として、公開されていない。

## 入場料
2023年（令和5年）現在、日原保勝会が管理しており、以下の通りの入場料を徴収している。また、25人以上で訪れると団体料金が適用され、1人あたり100円割り引かれる。
- 大人（高校生を含む）900円
- 中学生 700円
- 小学生 600円

## 営業時間
- 4/1~11/30 午前9時から午後5時
- 12/1~3/31 午前9時分から午後4時30分

## 交通
- JR青梅線奥多摩駅から路線バスで約30分、「日原鍾乳洞」下車。ただし、休日はバスが手前の東日原（ひがしにっぱら）止まりとなるので、東日原バス停から徒歩約20分。
- 当地までの道路である都道204号線は、狭隘道路である為、落石等に充分注意が必要である。また、休日は駐車場が満車[要出典]
- 2014年（平成26年）5月、洞入口より先ががけ崩れにより通行止めとなり、洞入口よりも先にある大型駐車場が使用できなかった。使用可能な洞入口至近の駐車場は30台程度であったため、2キロメートル下流の臨時駐車場が代替で用意されていた。しかし、2018年（平成30年）10月1日には通行止めが解除されたため、2014年（平成26年）5月以前と同様に駐車場が使用可能となった。[2]

## 周辺
入口付近には一石山神社がある。日原集落には奥多摩町営の森林館があり、この地域の樹木の資料館になっている。
また、近隣には日原ふるさと美術館や倉沢のヒノキがある。